# Neothysanis imella
Neothysanis imella är en fjärilsart som beskrevs av Druce 1899. Neothysanis imella ingår i släktet Neothysanis och familjen mätare. Inga underarter finns listade i Catalogue of Life.